# Reinaldo de Barros
Reinaldo Emídio de Barros (São Paulo, 14 de maio de 1931 — São Paulo, 11 de fevereiro de 2011) foi um engenheiro civil e político brasileiro.

## Família
Reinaldo era filho de Antônio Emídio de Barros Filho e de Maria Antonieta Ferreira. Seu pai foi suplente do senador Lino de Matos, tendo assumido interinamente a a vaga entre junho de 1955 e abril de 1956.
Seu tio, Geraldo Pereira de Barros, foi deputado federal entre 1963 e 1967. Outro de seus tios, Ademar de Barros, foi interventor em São Paulo de 1938 a 1941 e duas vezes governador do mesmo estado (1947-1951 e 1963-1966).
Seu filho, Reynaldo de Barros Filho, foi deputado estadual em São Paulo de 1995 a 2003.

## Carreira
Formado na Escola Politécnica da Universidade de São Paulo, Reinaldo foi indicado pelo então governador de São Paulo, Paulo Maluf, a exercer o cargo de prefeito da capital. Desincompatibilizou-se da prefeitura em 1982 para concorrer ao governo do estado, perdendo a eleição para André Franco Montoro. Em 1986, candidatou-se a vice-governador na chapa de Paulo Maluf, também derrotada.
Foi Secretário Municipal de Obras e Vias Públicas durante o primeiro ano da gestão de Jânio Quadros, em 1986, ao longo de todo o mandato de Maluf (1993-1996) e no início da administração de Celso Pitta, em 1997 e 1998.

## Morte
Reynaldo de Barros faleceu aos 79 anos no Hospital Sírio-Libanês. A família do ex-prefeito preferiu manter o silêncio, sendo o jornal O Estado de S. Paulo o único veículo de comunicação a relatar o falecimento.